# Église Sainte-Marie-et-Saint-Marc de Châtenay-Malabry
L'église Sainte-Marie-et-Saint-Marc, située 347bis avenue de la Division-Leclerc à Châtenay-Malabry dans les Hauts-de-Seine en France, est une église copte orthodoxe.

## Historique
Cette église a été construite dans le cadre de l'Œuvre des Chantiers du Cardinal   par l’abbé Jean Millé (ancien aumônier du collège Stanislas à Paris et premier curé). Elle s'appelait alors église Sainte-Monique. 
L'extérieur et l'intérieur de l'édifice fut le lieu de tournage de scènes — où jouent Jean Gabin et Jean-Claude Brialy — placées vers la fin du film L'Année sainte, réalisé par Jean Girault et sorti en 1976. Selon le scénario, elle y est censé être une chapelle San Lazzaro, près de Rome. 
En 1989, elle a été cédée à l’Église copte orthodoxe par François Favreau, et renommée église Sainte-Marie-Saint-Marc.
Elle a été consacrée le 12 février 1995 par Chenouda III, pape d’Alexandrie et patriarche de la prédication de Saint-Marc.

## Architecture
Elle a été construite dans le cadre de l'agrandissement de la cité-jardin de la Butte-Rouge.
L'iconostase, ajoutée dans le souci d'adapter l'architecture de l'édifice à la liturgie copte orthodoxe, a été décorée par les moniales du monastère Sainte-Damienne, à Belqas, en Égypte.

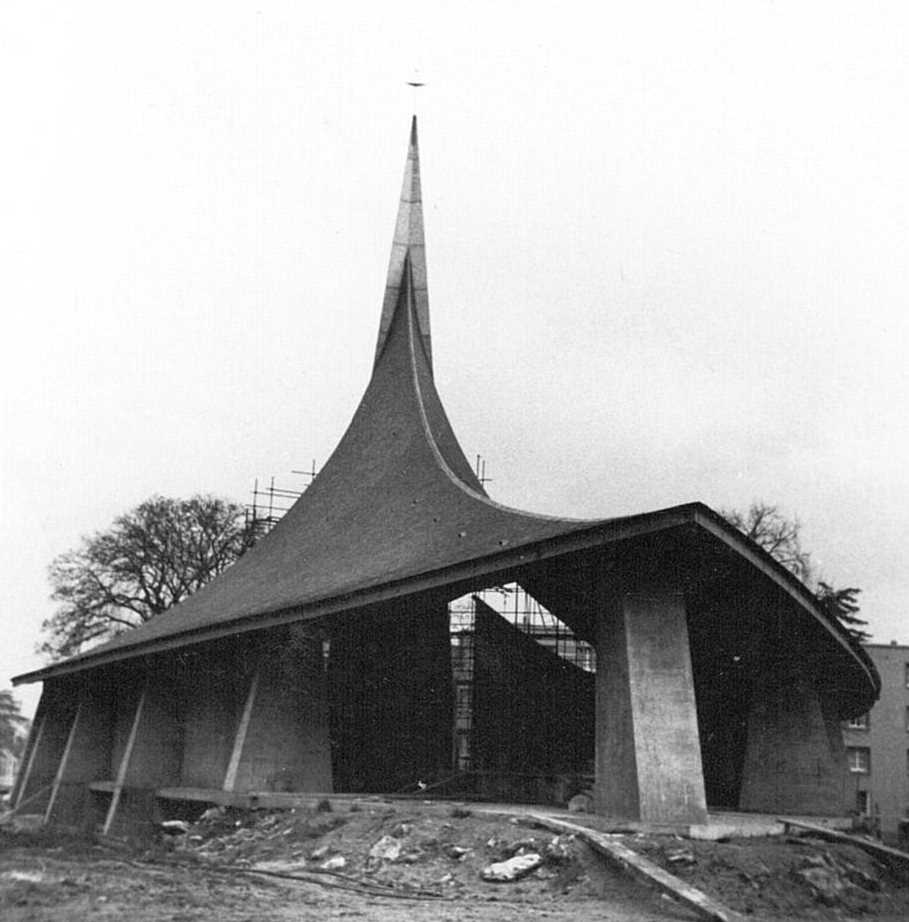